# Young-Sprinters HC
Young-Sprinters HC – szwajcarski klub hokeja na lodzie z siedzibą w Neuchâtel.

## Historia
Od 1933 do 2008 klub działał pod nazwą HC Neuchâtel Young Sprinters, a od 2008 do 2009 jako Young-Sprinters Hockey Club.
W sezonie 2007/2008 drużyna awansowała do Nationalliga B. W październiku 2009 odebrano klubowi uczestnictwo w lidze wskutek zadłużenia. W 2013 klub został reaktywowany pod nazwą HC Neuchâtel Young Sprinters i zgłoszony do 3. Ligi.
Zawodnikiem klubu był Roman Josi, a jako trener pracował Wałerij Szyriajew.

## Sukcesy
- Srebrny medal mistrzostw Szwajcarii: 1953, 1954, 1958
- Brązowy medal mistrzostw Szwajcarii: 1955, 1961
- Złoty medal Nationalliga B: 1966
- Puchar Szwajcarii: 1957, 1958, 1963
- Finał Pucharu Szwajcarii: 1959